# 竹田雅則
竹田 雅則（たけだ まさのり、1972年4月11日 – ）は、日本の声優、俳優。東京都出身。フリー。

## 人物
以前はCSRコーポレーション、オフィス・ワット、クレイジーボックス所属していた。
主に海外ドラマや洋画の吹き替えを中心に活動している。
趣味・特技はウインドサーフィン、釣り、陶芸、サックス。

## 出演
太字はメインキャラクター。

### テレビアニメ
2003年
- 最遊記RELOAD（妖怪）

2004年
- お伽草子（太郎丸）
- 攻殻機動隊 S.A.C. 2nd GIG（スノー）
- 風人物語（好三郎）

2005年
- 今日からマ王!（グリエ・ヨザック）
- 南の島の小さな飛行機 バーディー（ジョニー）

2006年
- 太陽の黙示録（京明）
- D.Gray-man（ティエリー）

2007年
- DARKER THAN BLACK -黒の契約者-（バボ）
- 古代王者 恐竜キング Dキッズ・アドベンチャー 翼竜伝説（リシュリュー）
- 精霊の守り人（雑貨屋店主）

2008年
- H2O -FOOTPRINTS IN THE SAND-（大工）
- ゴルゴ13（ジム）
- ソウルイーター（悪党のボス）
- 二十面相の娘（空根探偵）
- ミチコとハッチン（ペイシ、リポーター、マスター）

2009年
- スティッチ! 〜いたずらエイリアンの大冒険〜（沢井）
- DARKER THAN BLACK -流星の双子-（コスロス）

2010年
- 動物かんきょう会議（ハイエナのハイダラ）
- ぬらりひょんの孫（七人同行、犬鳳凰）

2011年
- べるぜバブ（おかしら）

2012年
- ZETMAN（フナムシエボル）
- ラストエグザイル-銀翼のファム-（ギース少佐）
- ROBOTICS;NOTES（前川）

2013年
- アイカツ!（監督）

2014年
- 最強銀河 究極ゼロ 〜バトルスピリッツ〜（爆裂のガルゴル）

2015年
- DOG DAYS''（蛙神）
- ルパン三世 PART IV（団員B）

2016年
- バトルスピリッツ ダブルドライブ（ノブシー）

2017年
- プリンセス・プリンシパル（艦長）

2019年 
- 機動戦士ガンダム THE ORIGIN 前夜 赤い彗星（コンスコン）

2020年
- BORUTO-ボルト- NARUTO NEXT GENERATIONS（ツキヨ）

2021年
- SDガンダムワールド ヒーローズ（坊主）

### 劇場アニメ
- 真救世主伝説 北斗の拳 ラオウ伝 激闘の章（2007年、ギラク[13]）
- 宇宙ショーへようこそ（2010年、ヘストン[14]）
- 佐賀県を巡るアニメーション 有田編「約束の器 有田の初恋」（2016年、教師）
- RedAsh GEARWORLD（2017年、ストライプ[15]）
- 交響詩篇エウレカセブン ハイエボリューション1（2017年、ウーノ）

### OVA
- 今日からマ王! R（2007年、グリエ・ヨザック）
- 機動戦士ガンダム THE ORIGIN（2017年、コンスコン）

### Webアニメ
- 佐賀県を巡るアニメーション「約束の器 有田の初恋」（2016年、教師）
- 魔神英雄伝ワタル 七魂の龍神丸（2020年、ヒカシボウ＝ベンケー）
- T・Pぼん（2024年、モーガン）

### ゲーム
2003年
- グローランサーIV（エイブラム）

2005年
- エウレカセブン TR1:NEW WAVE（ピート・サヴィル）

2006年
- ACE COMBAT ZERO THE BELKAN WAR（ベルンハルト・シュミッド）
- 今日からマ王! はじマりの旅（グリエ・ヨザック）
- 今日からマ王! おれさまクエスト（グリエ・ヨザック）

2008年
- 今日からマ王! 眞マ国の休日（グリエ・ヨザック）

2011年
- アサシン クリード リベレーション（ユスフ・タジム）
- アンチャーテッド 砂漠に眠るアトランティス

2012年
- ブレイブリーデフォルト フライングフェアリー

2013年
- ニード・フォー・スピードライバル（ヘリコプターパイロット）
- ブレイブリーデフォルト フォーザ・シークウェル

2016年
- 白猫プロジェクト（ケンゾウ・ビルディング）

2017年
- HIDDEN AGENDA -死刑執行まで48時間-（カール・カーター）

2019年
- Days Gone（ウィリアム・“ブーザー”・グレイ）
- ガンダムネットワーク大戦（コンスコン）
- 逆転オセロニア（ジャヴォール）

2020年
- 龍が如く7 光と闇の行方（馬淵昌）
- ルチアーノ同盟（エース）

2022年
- 機動戦士ガンダム U.C. ENGAGE（コンスコン）

2023年
- 龍が如く 維新！ 極（谷三十郎）
- BLUE PROTOCOL（リーンブルム）
- ドラゴンクエストモンスターズ3 魔族の王子とエルフの旅（レメト）

### ドラマCD
- 大奥 極上音絵巻（副島）
- 今日からマ王! シリーズ（グリエ・ヨザック）
  - 今日からマ王! はじマりの旅楽団
  - 今日からマ王! みんなのうた
  - 今日からマ王! 今日からマのつく自由業 プロジェクトB
  - 今日からマ王! 聖砂国DX!往路、復路
  - 今日からマ王! 今日からマのつく自由業!
- ジェラールとジャック（ピエール）
- JINKI:EXTEND（司会）
- DRAGON PRINCESS（ヴラッド国王〈ヴラディアス＝ドラクル3世〉）
- ファイアーエムブレム Echoes もうひとりの英雄王「異国の空 黎明の森」（ヴィダル）
- 魔神英雄伝ワタル 七魂の龍神丸 オーディオドラマ「咲き誇れ、奇跡の龍樹!」（トン・カバチョ）

### 吹き替え

#### 担当俳優
キウェテル・イジョフォー
- オールド・ガード（コプリー）
- ソルト（ウィリアム・ピーボディ）
- トリプル9 裏切りのコード（マイケル・アトウッド）
- マレフィセント2（コナル）
- ロックダウン（パクストン・リッグス）

ジャイモン・フンスー
- 奇跡の絆（デンバー・ムーア）
- スペシャル・フォース（コバックス）
- ターザン:REBORN（ムボンガ）

ブライアン・タイリー・ヘンリー
- 君はONLY ONE（ベンジー）
- ドント・レット・ゴー -過去からの叫び-（ギャレット・レッドクリフ）
- THIS IS US/ディス・イズ・アス シーズン1 #16（リッキー）

マイク・コルター
- エクスティンクション 地球奪還（デイヴィッド）
- ザ・ユニオン（ニック・ファラデー）
- ブルーブラッド 〜NYPD家族の絆〜 #22（クリフ・リーチャー）
- マーベル・シネマティック・ユニバース（ルーク・ケイジ）
  - Marvel ジェシカ・ジョーンズ
  - Marvel ルーク・ケイジ
  - Marvel ザ・ディフェンダーズ

ロリー・コクレーン
- CSI:マイアミ（ティム・スピードル）
- CSI:2 科学捜査班（ティム・スピードル）
- スキャナー・ダークリー（チャールズ・フレック）
- ブラック・スキャンダル（スティーヴン・フレミ）

#### 映画
2002年
- イン・ザ・ベッドルーム
- ブロンド・ライフ
- ロスト・キッズ

2003年
- 銀幕のメモワール
- ザ・リング ※ソフト版
- グラディエーター ※テレビ朝日版
- コーリング
- チョコレート
- ハリケーン・コースト
- パンチドランク・ラブ
- ピクチャー・クレア
- ファイアー・ファイト
- ペネロペ・クルスの 抱きしめたい!
- 僕たちのサマーキャンプ/親の居ぬ間に…（エリオット・ヘンドリックス中尉〈トーマス・F・ウィルソン〉、ファイン〈バージェス・メレディス〉）
- 容疑者
- レジェンド・オブ・フラッシュ･ファイター 電光飛龍（レイ・ゴッギン）
- CQ（コンピュータ）

2004年
- トロイ ザ・ウォーズ
- 6デイズ/7ナイツ ※日本テレビ版
- スカーフェイス ※ソフト版
- コラテラル（警官）
- SIN 凶気の果て
- S.W.A.T.（トラビス〈ペイジ・ケネディ〉）※ソフト版
- スー・チーの SEX&禅（極楽道人〈ウォン・ヤッフェイ〉）※DVD新録版
- ティアーズ・オブ・ザ・サン
- DENGEKI 電撃 ※テレビ朝日版
- バイカーボーイズ（ドニー〈タイソン・ベックフォード〉）
- ペイチェック 消された記憶 ※ソフト版
- ボーン・アルティメイタム（パズ〈エドガー・ラミレス〉）※フジテレビ版
- マスター・アンド・コマンダー（ラム〈トニー・ドーラン〉）
- 我が心のオルガン

2005年
- オーシャンズ11（シェーン・ウェスト、監視員）※フジテレビ版
- ゲス・フー 招かれざる恋人（運転手）
- サウンド・オブ・サイレンス ※テレビ朝日版
- 追撃者 ※テレビ東京版
- ビロウ ※テレビ東京版
- マルセイユ・ヴァイス

2006年
- ザ・スナイパー（ジョンソン〈トーマス・ロックヤー〉）
- 007 ロシアより愛をこめて ※ソフト版
- 007 消されたライセンス（ジョー・ブッチャー博士〈ウェイン・ニュートン〉）※ソフト版
- D-TOX（ジュウォスキー〈ジェフリー・ライト〉）※テレビ東京版
- ニュー・ワールド（ジョン・スミス〈コリン・ファレル〉）
- ハイ・クライムズ ※テレビ朝日版
- リトル・ミス・サンシャイン（自動車整備士、コンテストの観客）

2007年
- ウォーター・パニック in L.A.（ヴィクター〈アジェイ・ナイデュ〉）
- オーシャンズ13（バンクの部下）※フジテレビ版
- タクシードライバー（ドーボーイ）※ソフト版
- 未来は今（バーマン〈スティーヴ・ブシェミ〉）※ユニバーサル・ピクチャーズ・ジャパン版
- 南極日誌（ヤン・グンチャン）
- マッド・ファット・ワイフ（ディオン・ヒューズ〈キューバ・グッディング・ジュニア〉）
- ロッキー・ザ・ファイナル（メイソン・ディクソン〈アントニオ・ターバー〉）

2008年
- 俺たちニュースキャスター
- 96時間（マルコ〈アーベン・バジラクタラジ〉）
- ストンプ!（ガービー・ゲインズ〈クレ・ベネット〉）
- デス・レース（マシンガン・ジョー・メイソン〈タイリース・ギブソン〉）
- 僕らのミライへ逆回転

2009年
- アバター（ツーテイ〈ラズ・アロンソ〉）
- ダ・ヴィンチ・コード（バスの若者〈シェーン・ザザ〉）※フジテレビ版
- トップガン（サンダウン〈クラレンス・ギリヤード・Jr〉）※テレビ東京版
- トリプルX ネクスト・レベル（ジーク〈イグジビット〉）※テレビ朝日版
- 12 ラウンド（ハンク・カーヴァー〈ブライアン・J・ホワイト〉）
- ハート・ロッカー
- レッド・ウォーター/サメ地獄（リック〈ツミショ・マーシャ〉）※テレビ東京版
- ワールド・オブ・ライズ（バッサーム〈オスカー・アイザック〉）

2010年
- アイ・アム・レジェンド（マイク）※テレビ朝日版
- アナコンダ3（ニック〈パトリック・レジス〉）
- エル・カンタンテ 熱情のサルサ（ラルフィー〈ヴィンセント・ラレスカ〉）
- クライモリ デッド・リターン（ウォルター〈チャッキー・ヴェニス〉）
- ドクター・ドリトル ザ・ファイナル（ブランドン・ターナー〈ブランドン・ジェイ・マクラレン〉）
- ノトーリアス・B.I.G.（トゥパック・シャクール〈アンソニー・マッキー〉）

2011年
- わらの犬（ジョン・バーク保安官〈ラズ・アロンソ〉）

2012年
- ダークナイト（チャクルズ〈マシュー・オニール〉）※テレビ朝日版
- トレジャー・アイランド【完全版】（ジョン・シルバー〈エディ・イザード〉）

2013年
- アリス・イン・ワンダーランド（ベイヤード〈ティモシー・スポール〉）※フジテレビ版
- アルゴ（ボブ・アンダース 〈テイト・ドノヴァン〉）
- ジョンQ -最後の決断-（ナイジェル）※ソフト版

2014年
- サスペクト 哀しき容疑者（ミン・セフン大佐〈パク・ヒスン〉）
- ジャーヘッド2 奪還（ケトナー〈ボキーム・ウッドバイン〉）
- 大脱出（ハッシュ〈カーティス・“50セント”・ジャクソン〉）
- ロボコップ（リック・マトックス〈ジャッキー・アール・ヘイリー〉）

2015年
- ある神父の希望と絶望の7日間（リアリー神父〈デヴィッド・ウィルモット〉）
- 96時間/レクイエム（ガルシア〈ドン・ハーヴェイ〉）
- ラスト・ナイツ（コルテス副官〈クリフ・カーティス〉）
- ローグ アサシン（タカダ〈ケネス・チョイ〉）

2016年
- 007 慰めの報酬（フェリックス・ライター〈ジェフリー・ライト〉）※BSジャパン版
- トランボ ハリウッドに最も嫌われた男（ヴァージル・ブルックス〈アドウェール・アキノエ＝アグバエ〉）
- なりすましアサシン（マイケル・クリーブランド、CIAエージェント1）

2017年
- キミとボクの距離（シャーマン・ネカ〈ギル・バーミンガム〉）
- パディントン2（看守）
- プロメテウス（ヤネック〈イドリス・エルバ〉）※ザ・シネマ版
- マローダーズ 襲撃者（ストックウェル捜査官〈デイヴ・バウティスタ〉）
- ライフ（ヒュー・デリー〈アリヨン・バカレ〉）

2018年
- 愛と青春の旅だち（エミール・フォーリー軍曹〈ルイス・ゴセット・ジュニア〉）※VOD版
- クリスマス・クロニクル（ジェイムソン〈ラモーネ・モリス〉）
- 幸福のペンダント
- ザ・スタンド（ラリー・アンダーウッド〈ジョヴァン・アデポ〉）
- スリー・ビルボード（アバークロンビー〈クラーク・ピータース〉）
- ダンプリン（リー・ウェイン / レア・レインジド〈ハロルド・ペリノー〉）
- ブラッド・スローン（エド・カッチャー〈オマリ・ハードウィック〉）

2019年
- ザ・ハッスル（ジェレミー〈ティモシー・シモンズ〉）
- ダンボ（ルーファス〈フィル・ジマーマン〉）
- ルディ・レイ・ムーア（ジミー・リンチ〈マイク・エップス〉）

2020年
- ザ・グラッジ 死霊の棲む屋敷（グッドマン刑事〈デミアン・ビチル〉）
- パージ:エクスペリメント（ディミトリ〈イラン・ノエル〉）
- 15ミニッツ・ウォー（バーカッド〈ケヴィン・レイン〉）
- ブラック アンド ブルー（マイロ・ジャクソン〈タイリース・ギブソン〉）
- マーウェン

2021年
- アフターマス: 余波（リチャードソン刑事〈シャリフ・アトキンス〉）
- オオカミとライオン（アラン〈エヴァン・ブリュン〉）
- グレッグのダメ日記4
- ザ・グラッジ 死霊の棲む屋敷（グッドマン刑事〈デミアン・ビチル〉）
- ザ・ラスト・マーセナリー（ジョワール長官〈パトリック・ティムシット〉）
- ジャッカス・ザ・ムービー（クリス・ポンティアス）
- ジャッカス FOREVER（クリス・ポンティアス）
- ヒートウェイブ（パーカー〈ロジャー・クロス〉）
- モースト・デンジャラス・ゲーム（レーガン〈ビリー・バーク〉）
- フリー・ガイ（路地にいるマスクのアバター〈ヒュー・ジャックマン〉）

2023年
- 3人のキリスト（レオン〈ウォルトン・ゴギンズ〉）
- ドリームダンク（ディアンドレ〈デクスター・ダーデン〉）
- 007 スペクター（モロー）
- バイオレント・ナイト（ミスター・スクルージ〈ジョン・レグイザモ〉）

2024年
- エアフォースワン・ダウン（サム・ウェイトマン〈アンソニー・マイケル・ホール〉）
- 終わらない週末（G.H.〈マハーシャラ・アリ〉）
- キラーヒート 殺意の交差（ヨルゴス・メンサ〈バボー・シーセイ〉）
- ナイスガールズ in ニース（キャサティ〈リュシアン・ジャン＝バティスト〉）
- 無名（タン〈ダー・ポン〉）

2025年
- アマチュア（ケイレブ〈ダニー・サパーニ〉）
- 名探偵ポアロ:ベネチアの亡霊 ※WOWOW版

#### ドラマ
年代不明
- アグリー・ベティ（ビンセント・ビアンキ〈リス・コイロ〉）
- 刑事ナッシュ・ブリッジス（アントワン・バブコック〈クレス・ウィリアムズ〉）
- スタートレック:エンタープライズ（ズィンディ〈タッカー・スモールウッド〉）
- 犯罪捜査官ネイビーファイル（スタージス・ターナー〈スコット・ローレンス〉）

2003年
- ER緊急救命室
  - シーズン8（ワートン〈トム・ライト〉）
  - シーズン9 #13（オリネック〈グレゴリー・ストーム〉）
  - シーズン10・11（エドアルド・ロペス〈ホセ・ズニーガ〉）
  - シーズン13 #2（バイロン・エバース〈コーリー・メンデル・パーカー〉）
  - シーズン14 #19（警官〈デミトリアス・グロッセ〉）

- CSI:科学捜査班
  - シーズン2（ベックマン〈ダニエル・デイ・キム〉）
  - シーズン8 #5（ディッキー・ジョーンズ〈マーティン・クレバ〉）
  - シーズン11（スクウィール / ジョーイ〈クリス・レムシュ〉）

2004年
- エイリアス（チャーリー）

2005年
- デスパレートな妻たち（マシュー・アップルワイト〈メカッド・ブルックス〉、エドガー）
- プラハの恋人（ファン・ダルホ〈キム・スンウク〉）

2006年
- コールドケース2
- HEROES/ヒーローズ（D.L.ホーキンス〈レナード・ロバーツ〉）
- 名探偵モンク3（ピエール）

2007年
- クリミナル・マインド FBI行動分析課
  - シーズン1 #1,#2（歩道キラー〈ルーカス・ハース〉）
  - シーズン3 #20（クーパー刑事〈エリク・パラディーノ〉）
  - シーズン5 #15（モアランド刑事〈フランク・ジョン・ヒューズ〉）

- デクスター 〜警察官は殺人鬼（ジェームズ・ドークス〈エリック・キング〉）
- デクスター 〜警察官は殺人鬼 シーズン6（ブラザー・サム〈モス・デフ〉）

2008年
- 新ビバリーヒルズ青春白書（ウッズ、ネリー）
- プリズン・ブレイク シーズン3（ヘネラル・メスタス大佐〈フリオ・セディーヨ〉）

2010年
- キャッスル 〜ミステリー作家は事件がお好き（イアン・ハリス〈ジェイソン・ブルックス〉）
- 倚天屠龍記（韋一笑、杜百当）
- ザ・パシフィック（メリエル・“スナフ”・シェルトン一等兵〈ラミ・マレック〉）
- ダメージ3（ホレイショ・エマニュエル〈マイケル・ポッツ〉）
- BONES
  - シーズン4 #1（ヘンリー・サイモン）
  - シーズン8 #24（ジェームズ・ウォーターズFBI捜査官〈アリミ・バラード〉）

- ライ・トゥ・ミー 嘘は真実を語る（アマデオ・ヴァルデス〈ホセ・パブロ・カンティージョ〉）

2011年
- テラノバ/Terra Nova
- NUMBERS 天才数学者の事件ファイル（デヴィッド・シンクレア〈アリミ・バラード〉）
- LAW & ORDER:LA（ジョナ・“ジョー”・デッカー〈テレンス・ハワード〉）
- リゾーリ&アイルズ ヒロインたちの捜査線
- ホワイトカラー（タン・キー大使〈レジー・リー〉）
- ボードウォーク・エンパイア 欲望の街
- フォーリング スカイズ（ディンガーン〈トレヴァ・エティエンヌ〉）

2012年
- シークレット・サークル
- HOMELAND（エフゲニー・グロモフ〈コスタ・ローニン〉）
- ビクトリアス

2013年
- THE BLACKLIST/ブラックリスト（デンベ・ズマ〈ヒシャム・タウフィーク〉）
- ヘムロック・グローヴ（マイケル・シャスール〈デモア・バーンズ〉）

2014年
- ARROW/アロー（スレイド・ウィルソン / デスストローク〈マヌー・ベネット〉）
- エレメンタリー2 ホームズ&ワトソン in NY #19（スタン・ディヴァッチ〈ロバート・スタントン〉）

2015年
- グリッチ（フィル〈ロブ・コリンズ〉）
- NCIS: ニューオーリンズ（パットン・プレイム〈ダリル・ミッチェル〉）
- The Brink/史上最低の作戦（大尉）
- ナイトメア2〜血塗られた秘密〜
- マジシャンズ（ジョージ〈ジェフリー・エアンド〉）
- リッチー・リッチ（カリル・ウッズ）

2016年
- シャナラ・クロニクルズ（アラノン〈マヌー・ベネット〉）
- ジャン＝クロード・ヴァン・ジョンソン（ビクター）

2017年
- アメリカン・ホラー・ストーリー: 体験談（マット・ミラー〈アンドレ・ホランド〉）
- ガンパウダー（ヘンリー・ガーネット神父〈ピーター・マラン〉）
- クリミナル・マインド 国際捜査班
- ナイト・オブ・キリング 失われた記憶（フレディ〈マイケル・ケネス・ウィリアムズ〉）

2018年
- 私はラブ・リーガル3 #4（キース・ギアリー〈ザック・ウォード〉）
- DEUCE/ポルノストリート in NY（クリス・オールストン〈ラリー・ギリアード・Jr〉）
- S.W.A.T. シーズン1 #7（トリック〈アミン・ジョセフ〉）

2019年
- チェンバース: 邪悪なハート（フランク・ヤジー〈マーカス・ラヴォイ〉）

2020年
- アウトサイダー（ジャック・ホスキンス〈マーク・メンチャカ〉）
- ダーク・マテリアルズ/黄金の羅針盤（ジョン・ファー〈ルシアン・ムサマティ〉）※スターチャンネル版

2021年
- バーナード葬儀社（ライアン・バーナード）
- ブラックライトニング シーズン4（イシュマエル〈リコ・ボール〉）
- ボバ・フェット/The Book of Boba Fett #3、7

2022年
- ステーション・イレブン（マイルズ〈ミルトン・バーンズ〉）
- グッド・サム 外科医親子のパワーゲーム
- WITHOUT SIN 罪なき者（チャールズ〈ジョニー・ハリス〉）

2023年
- アダマス 失われたダイヤ（チェ・チョングァル〈ホ・ソンテ〉）
- ジャンゴ ザ・シリーズ（ジョン・エリス〈ニコラス・ピノック〉）
- スタートレック:ストレンジ・ニュー・ワールド（ムベンガ〈バブス・オルサンモクン〉）
- リエゾン

2024年
- グリセルダ（パポ〈マキシミリアーノ・ヘルナンデス〉）
- アレックス・クロス 〜狙われた刑事〜（ジョン・サンプソン〈イザイア・ムスタファ〉）
- 80日間世界一周 #7（バス・リーヴス〈ゲイリー・ビードル〉）
- メイヤー・オブ・キングスタウン シーズン2（デューク〈アンドリュー・ハワード〉）

2025年
- ザ・リクルート シーズン2

#### アニメ
- オープン・シーズン
- オープン・シーズン2 ペット vs 野生のどうぶつたち（ウィンナー）
- オープン・シーズン3 森の仲間とゆかいなサーカス
- ザ・バットマン（ブラックマスク / ローマン・シオニス）
- スター・ウォーズシリーズ
  - スター・ウォーズ クローン大戦（ダクマン・バレック）
  - スター・ウォーズ/クローン・ウォーズ（チャタ・ハイオキ、ラッチ、ガーナク）
  - LEGO スター・ウォーズ:ヨーダ・クロニクル（ジェック）
  - LEGO スター・ウォーズ/フリーメーカーの冒険（ジェック）
- スパイダーマン（マスター・ドマームー）
- スパイダーマン:フレンドリー・ネイバーフッド（ビッグ・ドン）
- レゴ バイオニクル 〜進化への道のり〜
- バイオハザード:ディジェネレーション（グレッグ・グレン）
- 緑のたまごとハム 〜サムとガイの大冒険〜（ナレーター）
- メガマインド

#### その他
- ディスカバリーチャンネル 実験・検証番組 怪しい伝説（アダム・サヴェッジ）

### テレビドラマ
- 昨日の敵は今日の友（2000年）
- 御宿かわせみ（2003年）
- 望郷の窓 〜病と差別の真実〜（2006年）

### 特撮
- スーパー戦隊シリーズ
  - 機界戦隊ゼンカイジャー / 劇場版 / スピンオフドラマ（2021年 - 2022年、イジルデの声[47]） - 3作品
  - ナンバーワン戦隊ゴジュウジャー（2025年、マジ・ギレーの声[48]）

### ナレーション
- 相葉マナブ（テレビ朝日）
- 宇宙開発 国際競争の歴史（ディスカバリーチャンネル）
- 新型学問 はまる!ツボ学（日本テレビ）
- 史上最強の予言者 ジュセリーノ 未来を変える5つの警告（テレビ東京）
- 知られざるアノ人に会う!熱狂ファンワールド（2016年、日本テレビ）
- 懐かしのこども番組グラフィティー
- NY2つの摩天楼（ナショナルジオグラフィックチャンネル）
- Vシネマ 実録・暴走族シリーズ 極悪 2代目
- 夕焼け酒場（BS-TBS）

### ボイスオーバー
- がっちりアカデミー!!（TBS）
- 教科書にのせたい!（TBS）
- 不可思議探偵団（日本テレビ）
- 地球ドラマチック（NHK教育）
  - 「ハワイ 大自然の驚異」（2004年）
- BS世界のドキュメンタリー（NHK-BS1）
- 魔女たちの22時（日本テレビ）

### ラジオ
- 渡部陽一 明日へ喝!（ニッポン放送）

### 玩具
- 機界戦隊ゼンカイジャー DXギアトジンガー（2022年1月）
- 機界戦隊ゼンカイジャー ギアトジンガー -MEMORIAL EDITION-（2023年3月）

### その他コンテンツ
- 衛星アニメ劇場（2005年10月29日・11月5日、ゲスト出演）[注釈 2]
- ルチアーノ同盟（エース niconico、RPGアツマール）